# Vztah školy a rodiny
Vztah školy a rodiny, nemá jednotnou definici. Jde o komunikaci a vzájemném uznání mezi školou a rodinou (učiteli a rodiči). Od vztahu školy a rodiny se odvíjí spolupráce. Tento vztah je utvářen komunikací, která je důležitá. 

## Aktéři vztahu mezi školou a rodinou
- Škola je společenská instituce, jejíchž funkcí je poskytovat vzdělání žákům.[1]

- Rodič je člověk, který dítěti dává oporu, vzdělává jej a opatruje.

- Učitel (neboli kantor) je jeden ze základních činitelů výchovně-vzdělávacího procesu, profesionálně kvalifikovaný pedagogický pracovník, spoluzodpovědný za přípravu, řízení, organizaci a výsledky tohoto procesu. Učitel má spoluvytvářet edukační prostředí, organizovat a koordinovat činnosti žáků, monitorovat proces učení.[1]

## Proměna během času

### Historický kontext
Před rokem 1990 byla v ČR spolupráce (vztah) školy a rodiny založena převážně na autoritativním, mocenském a „nepartnerském“ přístupu.Vzájemné vztahy mezi školou a rodinou byly v České republice v dřívější době velmi zdrženlivé. Tato skutečnost vyplývala z postavení (charakteru) školy a rodiny. Byla to tzv. socialistická společnost, která určovala nerovný vztah mezi těmito institucemi. Výchovné a vzdělávací aktivity školy a rodiny byly protichůdné. Zdrženlivost překrývala hlubší problémy. Například nedostatek pochopení pro počínání druhé instituce, nedostatek důvěry a respektu jeden k druhému a absence vytvářet otevřenější vztahy. Do jisté míry existovala bariéra v komunikaci mezi školou a rodinou, která byla zaviněná nedostatkem vzájemné důvěry a respektu. 

### Vztah školy a rodiny dnes
Škola a rodina dnes prochází řadou změn. Mění se cíle a hodnoty školy. Rodina je nyní více otevřená vůči svému vztahu k učitelům a vzdělávání svých dětí. Nové postavení rodiny vůči škole nabízí určité možnosti pro vytvoření rovnocenných partnerských rolí jak školy, tak rodiny.Klade se důraz na vzájemnou spolupráci. Je zde novým pojmem partnerství. Partnerství znamená sdílení společných cílů, vzájemné naslouchání a vůle ke kompromisům. Jde primárně o partnerství se zřetelem k prospěchu vlastního dítěte než k prospěchu školy. Rodič volí učitele a školu podle svého uvážení a trvá na tom, aby mu byl poskytován kvalitní servis.

## Typy vztahů
Mezi školou a rodinou jsou různé typy vztahů neboli rolí, jejichž autorkou je Šeďová.
- Partnerský vztah, který se vyznačuje rovnoprávným postavením rodiny i školy. Tento vztah je ale spíše ideálem, proto je vhodnější hovořit pouze o snaze vytvářet partnerský vztah.

- Obchodní vztah, kdy rodiče jsou zákazníci. Škola je ochotna se podrobit kritice a požadavkům rodičů a rodiče zároveň mají možnost se například zapojit do managementu školy a tím ovlivňovat rozvoj školy.

- Rodiče jako občané, jde o typický vztah mezi občanem a státní institucí. Rodiče jako občané zde uplatňují svá práva vůči škole.

- Rodiče jako problém, můžeme rozdělit do 3 skupin:

1. Rodiče nezávislé, kteří udržují se školou naprosto minimální kontakt.
2. Rodiče špatní, nemají o školní záležitosti dítěte zájem a ani je ve studiu nepodporují. Často jde o dysfunkční rodiny.
3. Rodiče snaživí, jde o rodiče, kteří mají velký zájem o spolupráci se školou, účastní se všech akcí týkajících se školy, ale také požadují přesné a časté informace o dítěti i o rozvoji školy.[4]

## Komunikace mezi rodiči a školou
Někteří učitelé hovoří o komunikaci s rodinou, která může být zdrojem stresu. Učitele mohou stresovat situace, kdy rodiče vůbec nekomunikují nebo naopak komunikují až příliš často.Komunikace mezi rodiči a učiteli se realizuje v několika typech. Telefonování je specifickou položkou komunikačního repertoáru.

### Formální komunikace
- třídní schůzky

- individuální osobní kontakt
- agenda deníčku a žákovské knížky
- telefonování či mailování
- akce školy pro rodiče

### Přímá a nepřímá komunikace

#### Přímá komunikace
například osobní konzultace.

#### Nepřímá komunikace
- písemné vzkazy v deníčku
- vzkazy v žákovské knížce k zapisování známek, pochval a poznámek.
- školní akce

Rodiče mají možnost se s učiteli potkat i na školních akcích, ale zde většinou není prostor na řešení konzultací o žácích.Existuje pojem tiché partnerství. Vyjednávání mezi rodiči a školou probíhá skrytě, mnohdy prostřednictvím toho o čem se nemluví a co se neděje. Rodič, který vyzvedává dítě ze školy, neřekne učitelce: „Vidíte, že já se o dítě starám, jsem tady.“ O tom svědčí jeho mlčenlivá přítomnost.